# Refton
Refton es un lugar designado por el censo ubicado en el condado de Lancaster en el estado estadounidense de Pensilvania. En el Censo de 2010 tenía una población de 298 habitantes y una densidad poblacional de 94,23 personas por km².

## Geografía
Refton se encuentra ubicado en las coordenadas 39°57′4″N 76°14′38″O / 39.95111, -76.24389. Según la Oficina del Censo de los Estados Unidos, Refton tiene una superficie total de 3.16 km², de la cual 3.11 km² corresponden a tierra firme y (1.8%) 0.06 km² es agua.

## Demografía
Según el censo de 2010, había 298 personas residiendo en Refton. La densidad de población era de 94,23 hab./km². De los 298 habitantes, Refton estaba compuesto por el 99.66% blancos, el 0% eran afroamericanos, el 0% eran amerindios, el 0.34% eran asiáticos, el 0% eran isleños del Pacífico, el 0% eran de otras razas y el 0% pertenecían a dos o más razas. Del total de la población el 1.34% eran hispanos o latinos de cualquier raza.